# RBPJ
La proteína recombinante de unión supresora de calvicie (RBPJ) es una proteína codificada en humanos por el gen RBPJ.
RBPJ, también conocida como CBF1, es un homólogo del gen de Drosophila Su(H) (supresor de calvicie). Es clásicamente usado como una región promotora para demostrar la existencia de la ruta de señalización Notch.

## Interacciones
La proteína RBPJ ha demostrado ser capaz de interaccionar con:
- PCAF[6]
- NCOR2[7][8]
- SNW1[9][10]
- NOTCH1[11][12]
- SND1[9][13]